# 黄方方
黄方方（1958年—），中华人民共和国政治人物，广西天等人，曾任广西发改委主任、党组书记。第十二届全国人民代表大会广西地区代表。

## 生平
黄方方1978年1月至1982年2月在成都地质学院找矿系地质力学专业学习。1981年12月加入中国共产党。1982年2月至1985年8月，任成都地质学院地质系教师。1985年8月至1989年8月，在成都地质学院地质系构造地质学专业在职研究生班学习，获理学硕士学位。1989年8月至1992年7月在中国地质大学（北京）地质矿产系矿床学专业学习，获理学博士学位。
1992年7月进入广西地质研究所工作。1993年5月，任广西地质研究所副所长、助理研究员、高级工程师。1994年4月至1994年8月，任广西地矿局副总工程师兼外事外经处处长。1994年8月至1996年7月，任广西地矿局副总工程师兼广西地质研究所所长。1996年7月至1997年11月，任广西地矿局局长助理、广西地矿资源勘查开发有限责任公司经理。1997年11月至1998年4月，任广西地矿局副局长、广西地矿资源勘查开发有限责任公司经理。
1998年4月至1998年12月，任广西区煤炭工业局局长、党组书记。1998年12月至2002年2月，出任中共广西梧州市委副书记、市长。2002年2月至2003年4月，任广西贵港市委副书记、市长。
2003年4月至2008年5月，任广西国土资源厅党组书记、厅长，广西地质矿产勘查开发局党组书记。2008年起担任全国人大代表。
2008年5月任中共南宁市委副书记、市人民政府市长。
2011年8月至2018年2月，出任广西壮族自治区发改委主任、党组副书记。2013年，担任第十二届全国人大代表。
2022年10月，黄方方因涉嫌严重违纪违法，接受广西壮族自治区纪委监委纪律审查和监察调查。